# 大涧乡
大涧乡，是中华人民共和国山西省忻州市岢岚县下辖的一个乡镇级行政单位。

## 行政区划
大涧乡下辖以下地区：
第二沟村、官庄村、张家村、曹家沟村、条子沟村、南吴家庄村、阎家庄村、掌头村、寺沟会村、沙麻沟村、孟圪台村、大涧村、寨沟村、何家湾村、梁家店村、下五井村和小涧村。

## 中国传统村落
寺沟会村获评“中国传统村落”。